# Mûre (fruit du mûrier)
Pour les articles homonymes, voir Mûre et Mûre (fruit de la ronce).

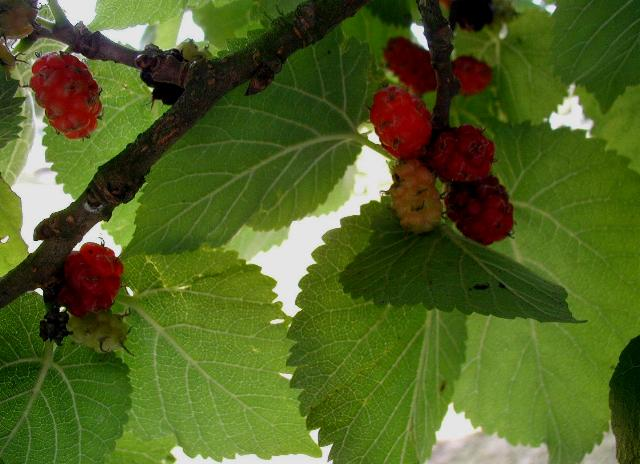
Fruits du mûrier noir.

La mûre est le fruit du mûrier, arbre du genre Morus de la famille des Moracées, dont une espèce, Morus alba, le mûrier blanc, fut aussi beaucoup cultivée pour l'élevage du ver à soie qui se nourrit exclusivement de ses feuilles. Elle est comestible, riche en fibres alimentaires, riboflavine, magnésium et potassium et une très bonne source de vitamine C, vitamine K et de fer.
La mûre est, botaniquement parlant, un faux-fruit, composé de sortes de baies formées par le périanthe devenu charnu et portant un petit akène qui est le vrai fruit, et accolées les unes aux autres comme les fleurs sur l'épi. Scientifiquement parlant, il s'agit d'une sorose formée par la concrescence des carpelles. 
Ces fruits, constitués d'un épicarpe mince, d'un mésocarpe charnu et d'un endocarpe croûteux, sont clairs ou foncés selon les espèces. L'axe au centre est un peu fibreux mais ne gêne pas la manducation.

## Mythologie
Dans les Métamorphoses d'Ovide, le poète latin développe un récit étiologique qui explique pourquoi les mûres du mûrier blanc, originellement blanches, sont devenues noires, sous l'effet du double suicide de Pyrame et Thisbé et en signe de deuil.